# Venturia fraxini
Venturia fraxini är en svampart som beskrevs av Aderh. 1897. Venturia fraxini ingår i släktet Venturia och familjen Venturiaceae.  Arten är reproducerande i Sverige. Inga underarter finns listade i Catalogue of Life.